# Phasis braueri
Phasis braueri is een vlinder uit de familie van de Lycaenidae. De wetenschappelijke naam van de soort is voor het eerst gepubliceerd in 1968 door Charles Gordon Campbell Dickson.
De soort komt voor in Zuid-Afrika (West-Kaap en Oost-Kaap).